# Akwarium publiczne

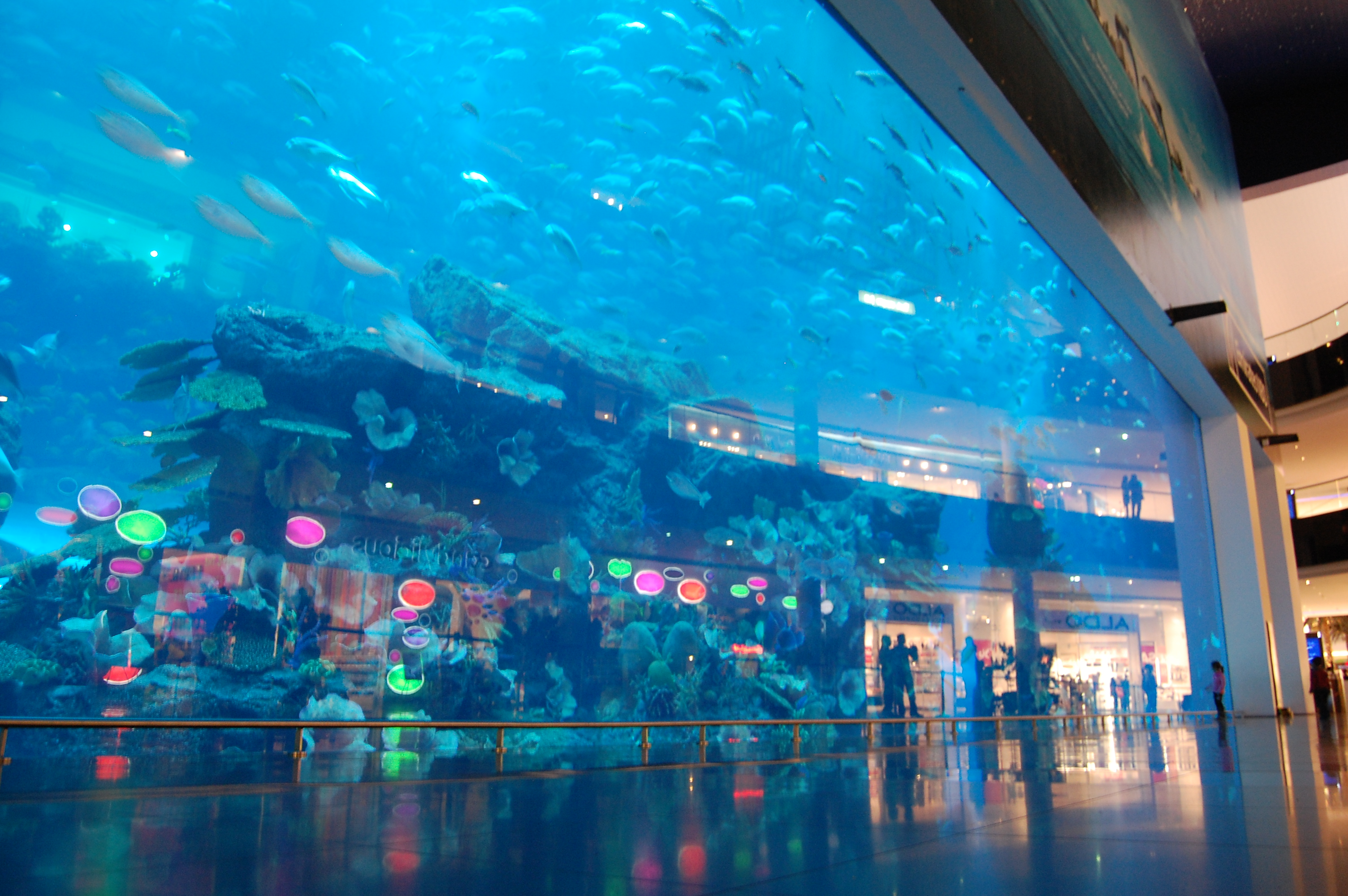
Dubai Mall Aquarium

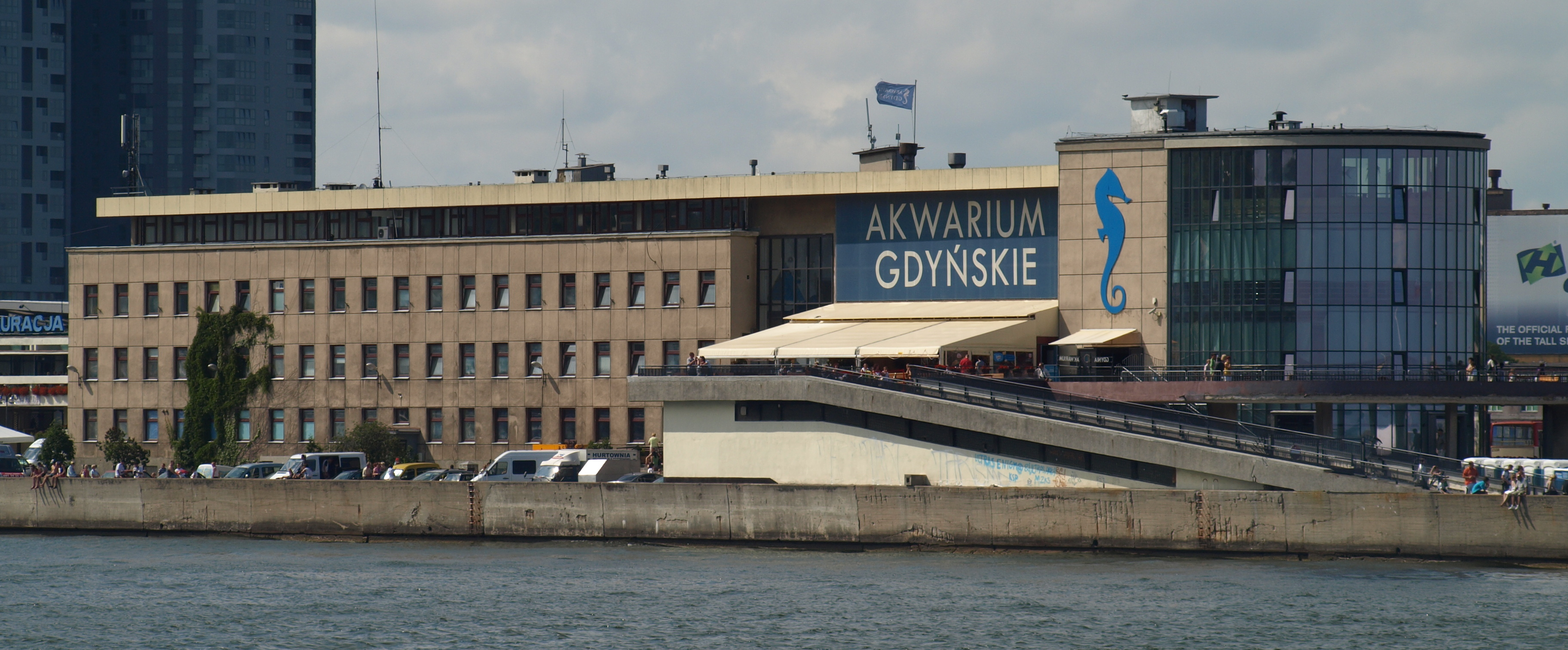
Budynek Akwarium Gdyńskiego

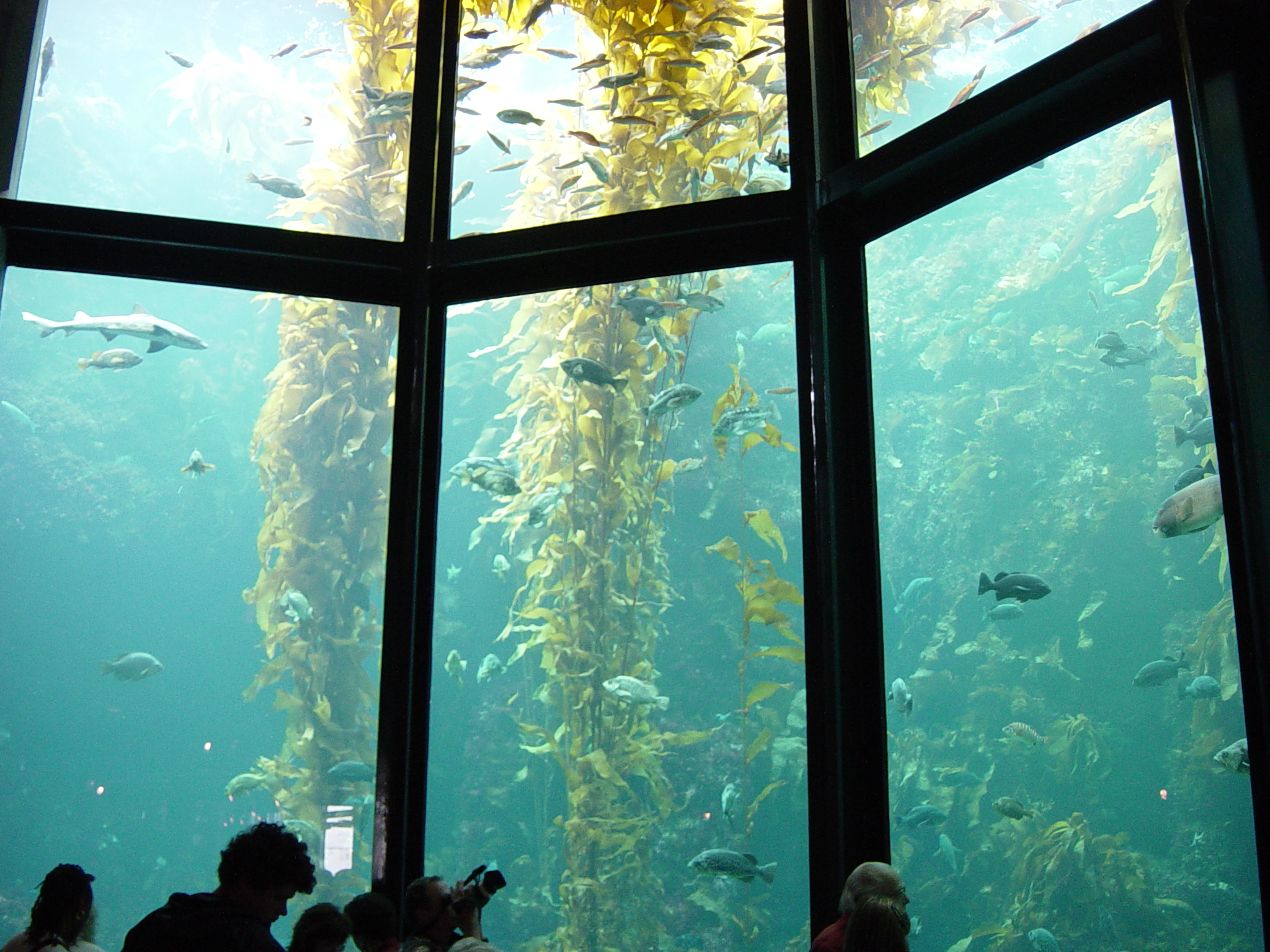
Wnętrze Monterey Bay Aquarium w Kalifornii (1,3 mln litrów)

Rekin wielorybi w Georgia Aquarium

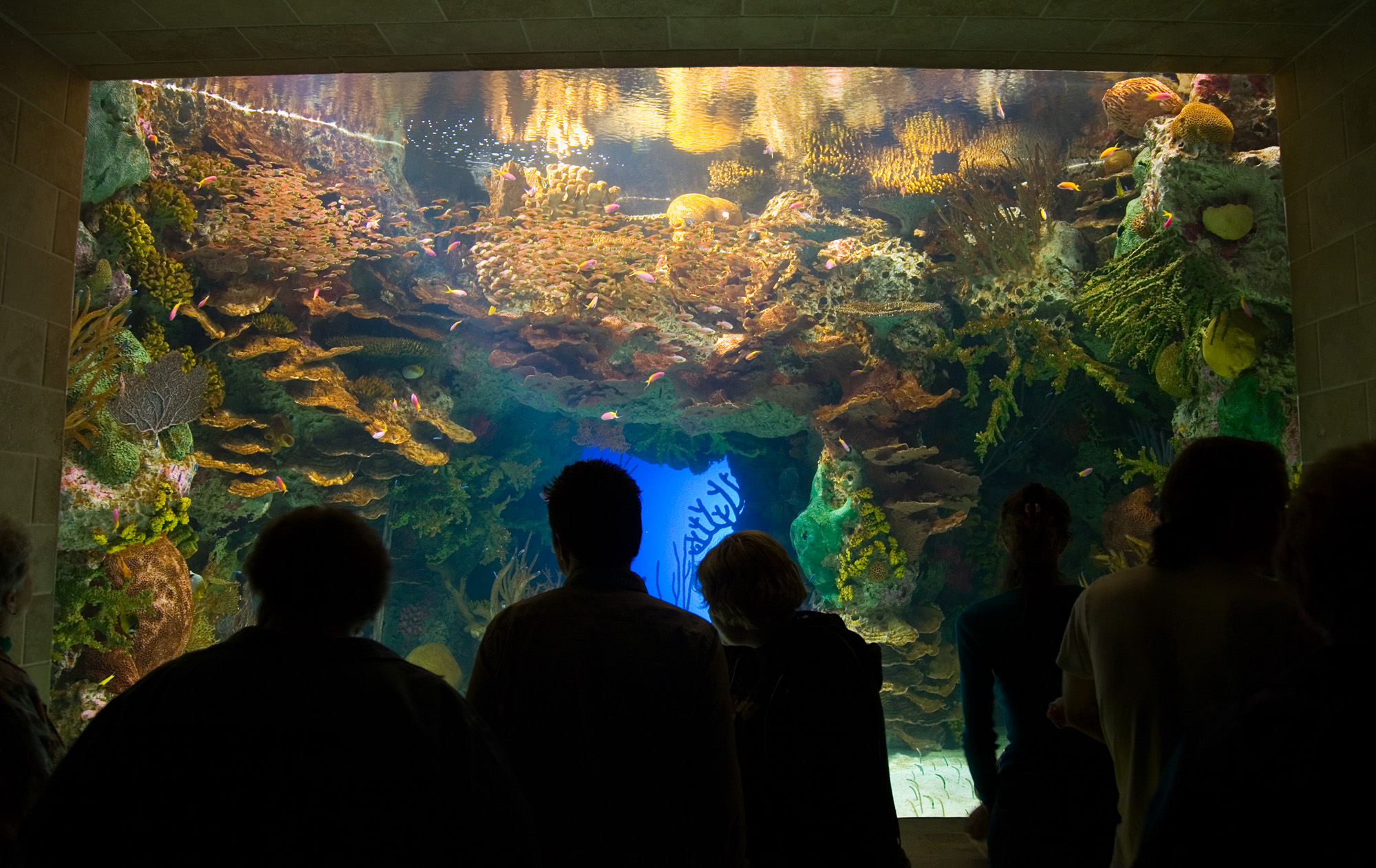
Aquarium w Atlancie

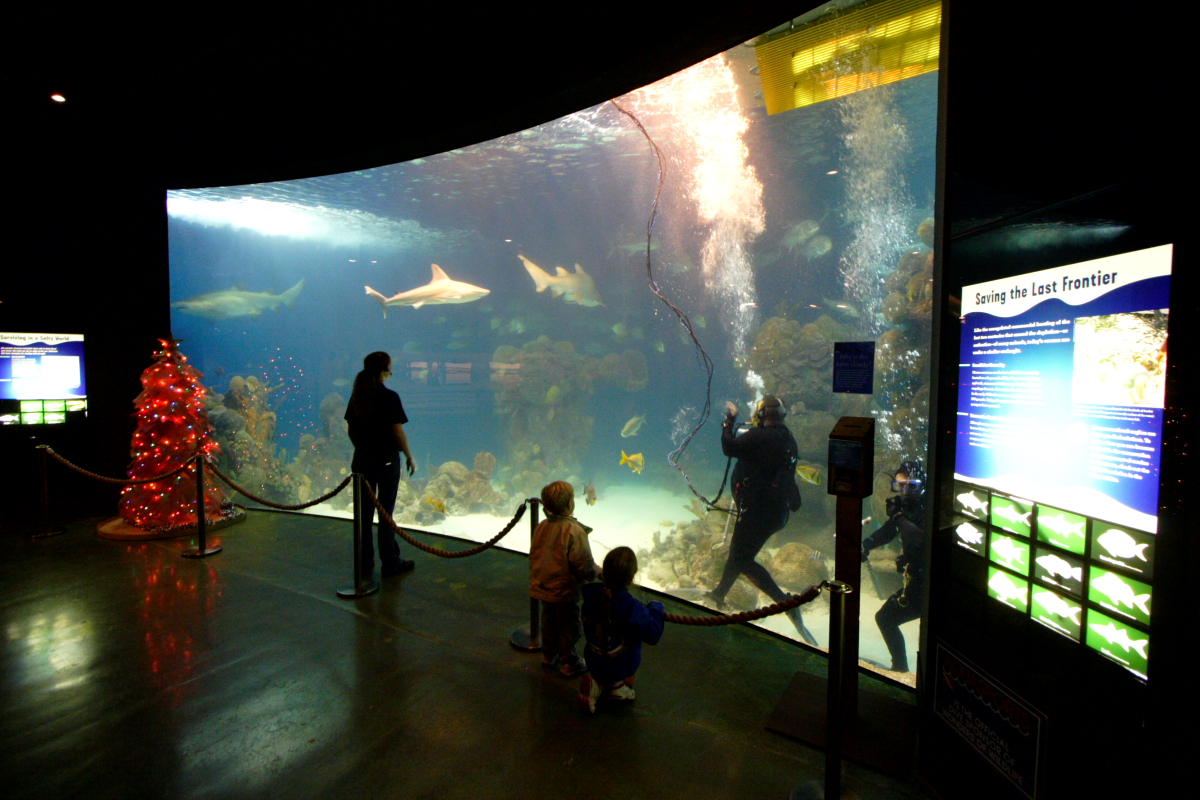
Wildlife Museum & Aquarium

Akwarium publiczne – zarówno akwarium wystawowe w formie szklanego zbiornika, jak i instytucja organizująca ekspozycję organizmów wodnych.
Od momentu swojego powstania w połowie XIX wieku, akwaria publiczne cieszą się ogromną popularnością. Dla przykładu Georgia Aquarium, największe na świecie, co roku odwiedza 3,6 miliona osób, inne duże akwaria amerykańskie (np. Shedd Aquarium, czy Monterey Bay Aquarium) odwiedza rocznie od 1 do 2 milionów osób, natomiast małe regionalne akwaria amerykańskie są odwiedzane rocznie przez około 500 tysięcy osób. „Według Światowego Stowarzyszenia Ogrodów Zoologicznych i Akwariów, Ogrody zoologiczne i akwaria na całym świecie odwiedza 700 milionów osób rocznie, co stanowi 11% światowej populacji ludzkiej, co wskazuje, że 1 na 10 osób doświadcza interakcji człowiek-zwierzę w ogrodach zoologicznych oraz akwariach każdego roku”.

## Definicja

### (1):Szklany zbiornik wystawowy
Akwarium publiczne to według kryterium przeznaczenia jedna z trzech form akwarium (obok akwarium domowego oraz akwarium badawczego, przy czym atrybut publiczne ma tutaj znaczenie głównie pokazowe). Jest to akwarium wystawowe (exhibition aquarium) będące dużym szklanym zbiornikiem wodnym służącym do publicznych pokazów organizmów wodnych.

### (2):Instytucja organizująca ekspozycję
"Akwarium oznacza również instytucję organizującą ekspozycję organizmów wodnych (akwaria morskie, oceanaria) prowadzącą również naukowe badania". Jest to również budynek instytucji zajmującej się utrzymywaniem większej liczby akwariów w celu prezentowania okazów flory i fauny wodnej szerokiemu ogółowi lub dla celów badawczych, często stanowiący część ogrodu zoologicznego. Jordi Casamitjana definiuje akwarium jako obiekt, który zawiera kolekcję takich zwierząt trzymanych w niewoli w określonym miejscu, które normalnie nie zamieszkują danego terytorium, kolekcja ta obejmuje głównie ryby lub bezkręgowce wodne, a obiekt jest otwarty dla publiczności.

## Historia i współczesność akwariów publicznych
Akwaria publiczne pojawiły się w połowie XIX wieku. Szybko zyskały popularność i ich liczba wzrosła. Pierwsze akwarium zostało otwarte dla publiczności w 1853 r. w Londynie w Regent’s Park.
Następne akwaria otwierano w Wiedniu, Paryżu, Hamburgu, Berlinie, Brighton oraz Neapolu. Akwarium w Wiedniu otwarto w roku 1860. Paryskie akwarium z czternastoma 200-galonowymi zbiornikami otwarto w 1861 r. w parku Jardin d'Acclimatation. Akwarium morskie jako część Ogrodu Zoologicznego w Hamburgu otwarto w 1864. Tak zwane stare akwarium w Berlinie otwarto w 1869 w budynku Unter den Linden położonym na ulicy pod tą samą nazwą. Kolejne akwarium w Europie otwarto w Brighton w 1872. Artis Aquarium w Ogrodzie Zoologicznym w Amsterdamie otwarto w 1882 r..
Pierwsze publiczne akwarium jako prywatne przedsięwzięcie powstało w Nowym Jorku w 1856 r. przy ówczesnym Barnum's American Museum, a w 1859 r. w Bostonie (Boston Aquarial Gardens). Po dwóch latach bostońskie akwarium zostało wykupione przez Phineasa Taylora Barnuma i przeniesione do Nowego Jorku, gdzie w 1896 r. otwarto samodzielne akwarium (obecnie, po przekształceniach, działa jako New York Aquarium). Natomiast otwarte w 1873 National Aquarium w Waszyngtonie to pierwsze w Stanach Zjednoczonych samodzielne akwarium (jako odrębna instytucja, a nie w ramach dotychczasowych struktur innej instytucji). W 1938 r. otwarto pierwsze oceanarium, w formie przedsiębiorstwa prywatnego, o nazwie Marineland na Florydzie (w miejscowości Marineland w hrabstwie Saint Augustine).
W 1928 r. na całym świecie było już 45 akwariów. Dynamiczny rozwój akwariów, w tym zwłaszcza ich liczebności zanotowano od lat 70. XX wieku. W 1999 w samych Stanach Zjednoczonych funkcjonowało 39 akwariów, z czego 13 otwarto w latach 90. XX wieku. W tym samym roku w 15 krajach ówczesnej Unii Europejskiej było aż 70 zinstytucjonalizowanych akwariów publicznych, z czego aż 17 zaklasyfikowano jako tzw. zinstytucjonalizowane akwaria wystawowe najnowszej generacji. W 2004 r. w samej Wielkiej Brytanii funkcjonowało 56 akwariów publicznych.
Obecnie największym na świecie akwarium jest Georgia Aquarium w Atlancie w USA. Drugie pod względem wielkości akwarium na świecie to Churaumi Aquarium w Japonii. Z kolei największe akwarium w Europie to Turkuazoo w Stambule w Turcji. AQWA to zaś największe akwarium w Australii. Największe akwarium w Afryce znajduje się w Południowej Afryce, a nazywa się Ushaka Marine World. Do najnowszych i najnowocześniejszych akwariów należy The Dubai Aquarium w Dubaju (wpisane do Księgi Rekordów Guinnessa).

## Cele i funkcje akwariów publicznych oraz towarzyszące kontrowersje etyczne

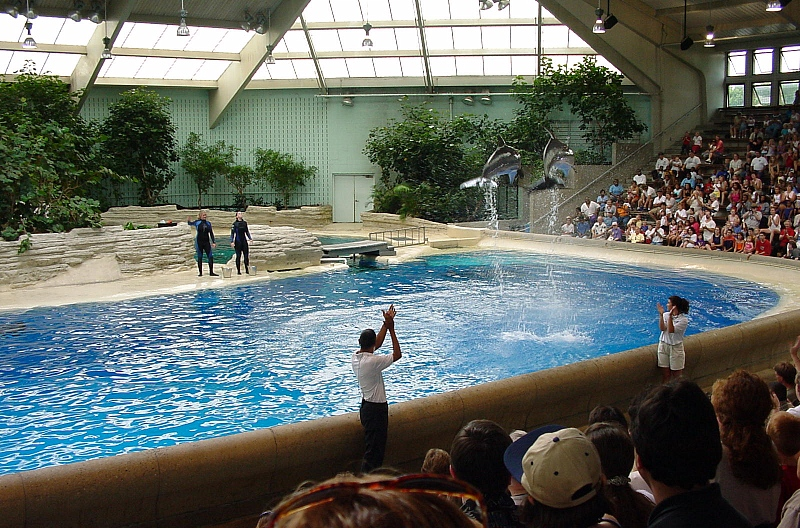
Delfinarium w ZOO w Chicago

### Pozytywne aspekty działalności akwariów publicznych
Akwaria publiczne mają zarówno swoich zwolenników, jak i przeciwników. Analiza dostępnych badań historycznych nad akwariami doprowadza do konkluzji o trzech "bardzo ważnych efektach działania tych instytucji": 
1. akwaria publiczne mogą przedłużać życie zwierząt w niewoli,
2. akwaria publiczne zwiększają wysiłki na rzecz ochrony fauny i flory oraz świadomości społeczeństwa w tym zakresie,
3. akwaria publiczne pełnią znaczącą rolę w środowisku badawczo-naukowym.

Ogólnie przyjmuje się, że w pozytywnym wymiarze akwaria publiczne pełnią trzy podstawowe funkcje: ochronną, edukacyjną i badawczą.

### Pejoratywne aspekty działalności akwariów publicznych
Postęp cywilizacyjny związany jest z coraz to dziwniejszymi formami spędzania wolnego czasu. Są głosy, że niektóre rozrywki oferowane w akwariach (przy docenieniu ich pozytywnych aspektów) powinny być zaprzestane. Chodzi tu głównie o wykorzystywanie ssaków morskich: „najbardziej egoistycznym i okrutnym działaniem względem tych wysoce zorganizowanych ssaków, jest wykorzystywanie ich do publicznych pokazów mających na celu tylko i wyłącznie zaspokojenie potrzeb zainteresowanego tłumu”.
Literatura przedmiotu wyróżnia dwa główne zagrożenia dla zwierząt, a mianowicie – anormalne zachowania oraz choroby fizyczne. Anormalne zachowania są najczęstsze u płaszczek (24%) oraz u rekinów (15%). Dolegliwości fizyczne są bardzo częste i różnie się kończą. Głębinowe ssaki morskie z reguły żyją bardzo krótko w akwarium, a przypadki ich przeżycia w niewoli są dość rzadkie.
Kontrowersyjne są również sposoby pozyskiwania gatunków do akwariów. Przykładem może być nabycie za 1,9 miliona dolarów amerykańskich przez japońskie akwarium w Toba pary zagrożonych wymarciem i prawem chronionych manatów z rzeki Geba na mocy uzgodnień handlowych pomiędzy Japonią i Gwineą Bissau, które wywołały liczne kontrowersje instytucji pozarządowych.

## Ekspozycje w akwariach publicznych

Rekin wielorybi w Georgia Aquarium

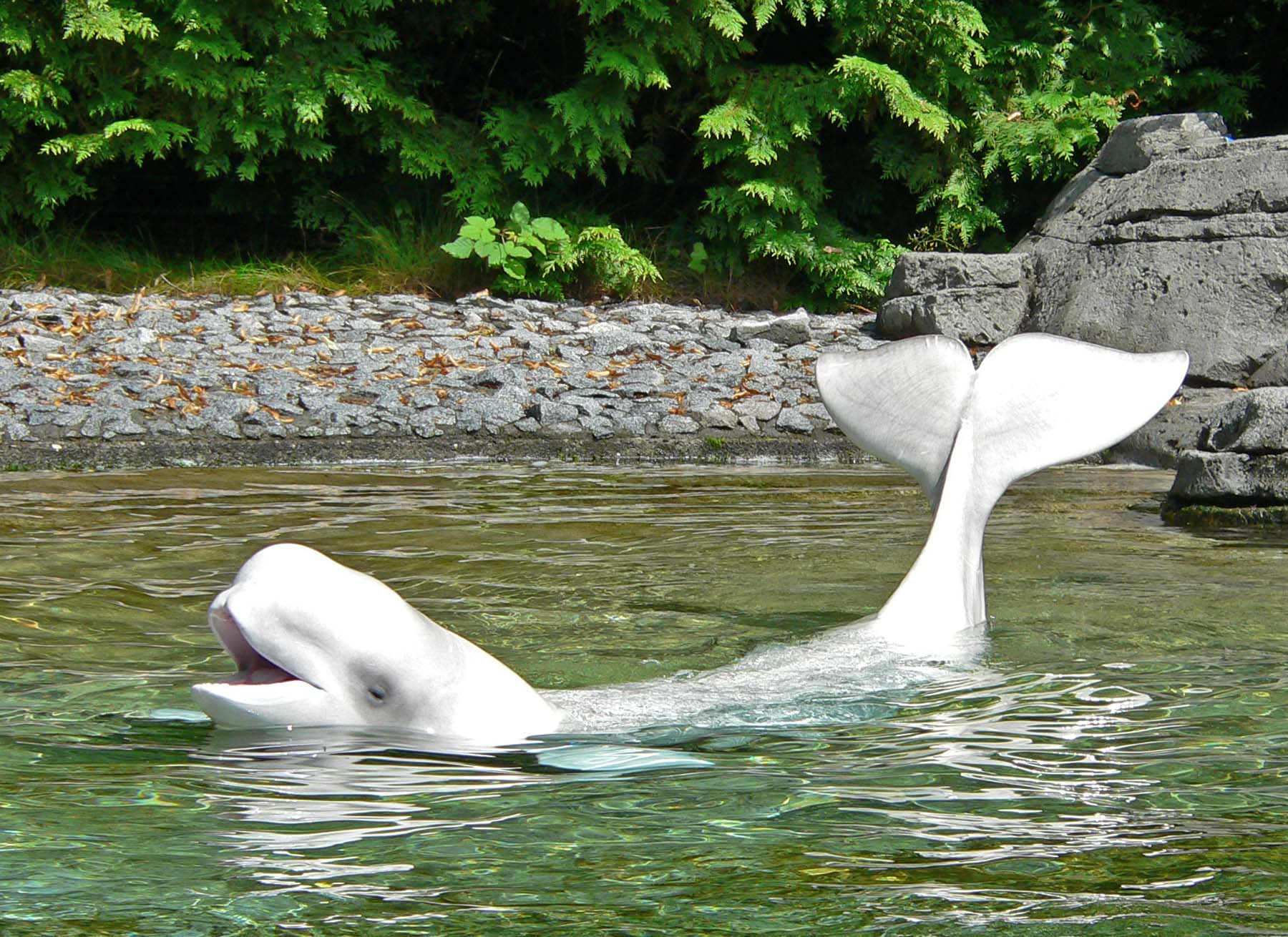
Białucha w Vancouver Aquarium

Akwaria publiczne gromadzą i demonstrują – ogólnie rzecz ujmując – wszelkiego rodzaju organizmy wodne (flora i fauna). Oprócz ryb występują płazy, gady, mięczaki, szkarłupnie i inne bezkręgowce oraz ssaki morskie, a nawet ptaki, przy czym w akwariach znajdują się gatunki zarówno słodko-, jak i słonowodne. Akwaria mogą przyjmować bardzo specjalistyczne formy takie jak delfinarium, fokarium czy pingwinarium, a nawet rekinarium. Najczęściej spotykanymi mieszkańcami akwariów publicznych (w tym oceanariów) są: 
- w akwariach słodkowodnych:
  - ryby (np. arowana srebrna),
  - bezkręgowce,
  - płazy (np. żaby),
  - gady (np. żółwie wodne),
- w akwariach morskich:
  - ryby (np. skrzydlice, błazenki, koniki morskie),
    - rekinarium (rekinkowate; lamnowate, np. rekin biały),

  - bezkręgowce, np.:
    - parzydełkowce,
    - mięczaki (np. małże, ośmiornice),
    - szkarłupnie (np. rozgwiazdy),

  - gady (np. żółwie wodne),
  - ssaki morskie,
    - delfinarium (walenie),
    - fokarium (płetwonogie, np. foki, lwy morskie)
    - wydry morskie

  - ptaki morskie, np.:
    - pingwinarium (pingwiny).

## Kwestie techniczne i logistyka

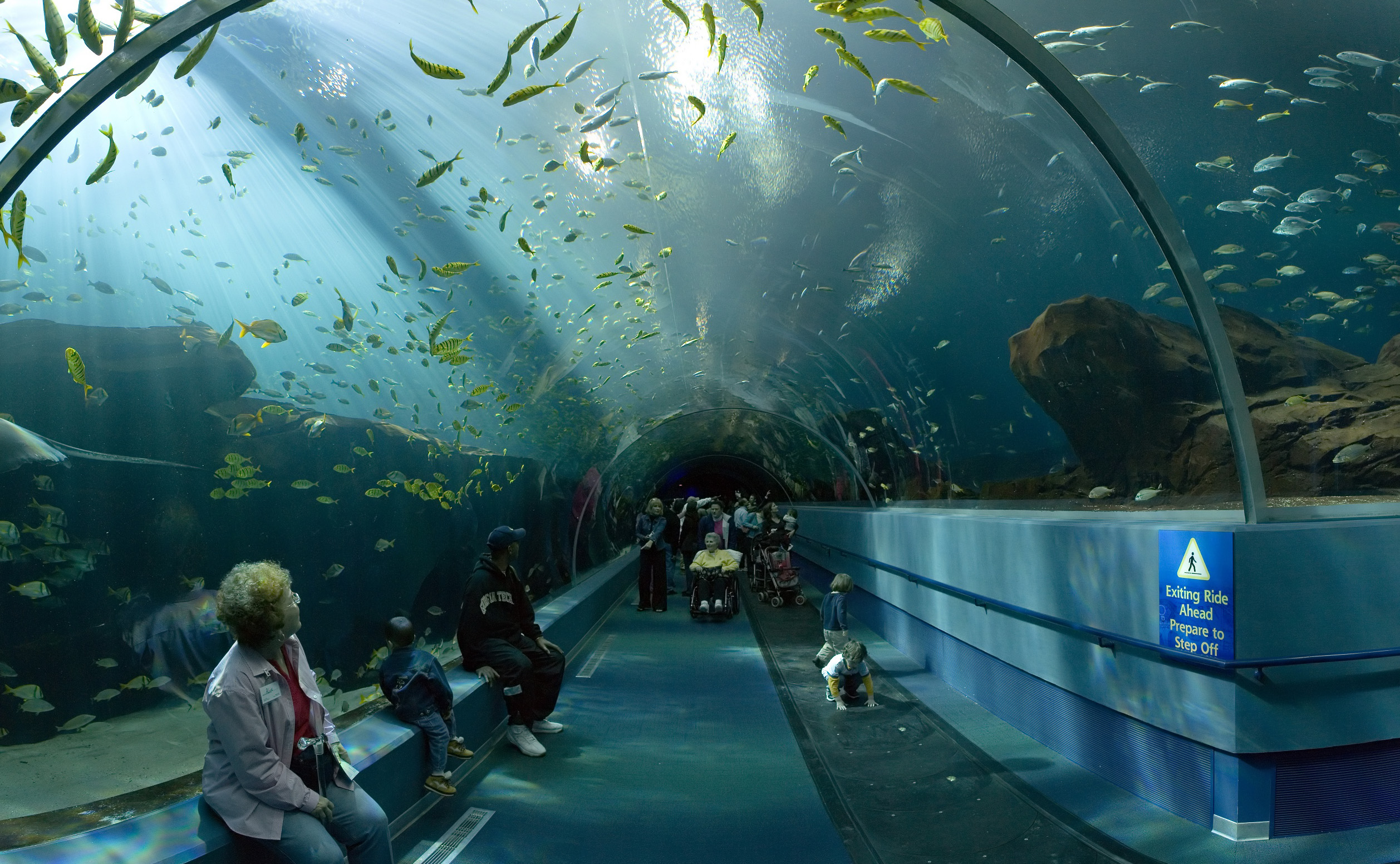
Tunel podwodny "The Ocean Voyager" w Georgia Aquarium

Zdecydowana większość akwariów publicznych znajduje się w pobliżu morza lub oceanu, aby zapewnić stały dopływ naturalnej wody morskiej. Zdarzają się także lokalizacje śródlądowe (np. Shedd Aquarium w Chicago), dokąd woda morska dostarczana jest cysternami, w tym wypadku obsługa techniczna jest bardziej skomplikowana, a koszty są wyższe. Z kolei Georgia Aquarium korzysta z miejskiego wodociągu, a woda jest zasalana przy użyciu soli mineralnych i dodatków dostępnych dla akwarystyki amatorskiej.
Akwaria publiczne stosują także różne techniczne rozwiązania w zakresie ekspozycji. W 1985 roku rozpoczęto budowę pierwszego podwodnego przeźroczystego tunelu (tzw. „shark tunnel”) w Kelly Tarlton's Underwater World w Auckland (Nowa Zelandia). W 2009 roku w Turkuazoo otwarto najdłuższy na świecie 80-metrowy tunel podwodny tzw. Marinescape SeaTube.
W akwariach publicznych stosuje się następujące rodzaje zbiorników: 
- zbiorniki-akwaria tradycyjne różnych wymiarów,
- zbiorniki duże (większe niż 200 metrów sześciennych objętości, o głębokości większej niż trzy metry) (zob. wielkości zbiorników),
- zbiorniki płytkie (stosunkowo duże na powierzchni, mniej niż jeden metr głębokości),
- zbiorniki sferyczne (zbiorniki ze szkła w kształcie półkulistym),
- zbiorniki półkoliste (zbiorniki ze szkła w kształcie ćwierć kuli),
- zbiorniki typu touchpool (zwiedzający i/lub pracownicy mają łatwy dostęp do zwierząt, mają możliwość ich dotykania, wyciągania z wody i zabawy),
- zbiorniki typu wave (zbiorniki ze sztucznie generowanymi falami morskimi),
- wałki (zbiorniki ze szkła w kształcie walca),
- tunele (zbiorniki z podwodnymi tunelami dla zwiedzających),
- baseny dla płaszczek (stosunkowo duże zbiorniki, mniej niż dwa metry głębokości, pięcioboczne).

## Rodzaje zinstytucjonalizowanych akwariów

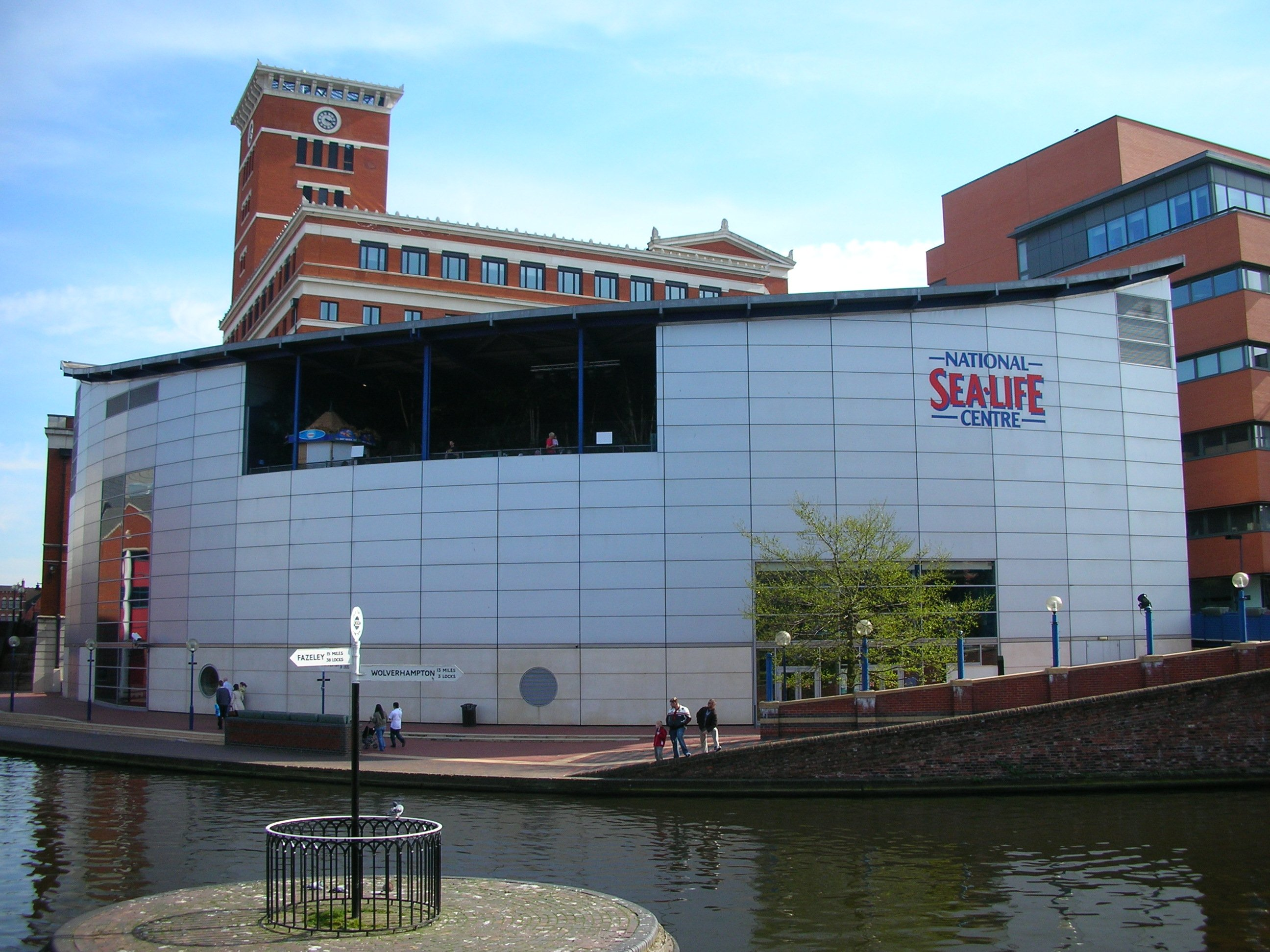
Budynek National Sea Life Centre and BCN canal w Birmingham

Jordi Casamitjana klasyfikuje akwaria – jako instytucje organizujące ekspozycje – następująco: 
- sieci akwariów (Chain Public Aquarium, CHPA),
- duże niezależne akwaria (Big Independent Public Aquarium, BIPA) – posiadające co najmniej 30 akwarystycznych wystaw, lub co najmniej jeden zbiornik większy niż 200 metrów sześciennych,
- małe niezależne akwaria (Small Independent Public Aquarium, SIPA) – niespełniające kryteriów j.w.,
- pomocnicze akwaria (Auxiliary Aquarium, APA) – akwaria niezależne, które mają inne główne zadania niż demonstrowanie gatunków wodnych.

Według pierwszych ogólnoeuropejskich badań akwariów jako instytucji organizujących ekspozycje, dzieli się je ze względu na ich wielkość na: 
- akwaria wystawowe nowej generacji (new-generation exhibition aquaria) – wielkość wystawy akwariowej od 1400 do 18 000 metrów kwadratowych,
- akwaria wielkoinwestycyjne (big investment aquaria) – wartość inwestycji wynosi od 4,5 do 92,5 milionów dolarów amerykańskich,
- akwaria o ogromnej pojemności (huge water volumes aquaria) – od 300 do 6000 metrów sześciennych,
- akwaria wielkozbiornikowe (very big tanks aquaria) – mające 4700 metrów sześciennych wody.

### Sieci zinstytucjonalizowanych akwariów
Na rynku rekreacyjno-turystycznym w segmencie parków rozrywki sensu largo (obejmujących m.in. ogrody zoologiczne, ogrody botaniczne, akwaria, lunaparki, parki edukacyjne, parki miniatur i wszelakie inne odmiany parków rozrywki) istotne miejsce odgrywają tzw. placówki sieciowe. Na świecie istnieją cztery znane sieci akwariów, a mianowicie:
1. ogólnoświatowa sieć Sea Life Centre składająca się z 26 placówek zlokalizowanych w 13 krajach,
2. brytyjska sieć akwariów o nazwie Blue Reef Aquarium składająca się z 5 placówek w Wielkiej Brytanii,
3. brytyjska sieć akwarium-fokarium o nazwie Seal Sanctuary składająca się z 2 placówek w Anglii i 1 placówki w Szkocji,
4. amerykańska sieć 4 morskich parków rozrywki o nazwie SeaWorld.

## Akwarium a oceanarium
Zarówno nazwą oceanarium, jak i akwarium w instytucjonalnym wymiarze określane są całe obiekty wraz z zapleczem technicznym oraz instytucje organizujące ekspozycje organizmów wodnych. Źródła literaturowe zwracają uwagę na następujące różnice: 
1. W akwarium prezentowane są organizmy żyjące w "każdym" środowisku wodnym – w wodach słodkich, brachicznych lub słonych, natomiast w oceanarium – organizmy żyjące tylko w środowisku słonowodnym[10]. W tym sensie oceanarium jest szczególnym rodzajem akwarium – jest to akwarium morskie[27].
2. W oceanarium, w przeciwieństwie do akwarium, zgromadzone są bardzo duże zbiorniki (tanks), od 1 000 000 galonów (w przeliczeniu 3,8 mln litrów, tj. 3800 m³)[10]. Dla przykładu Shedd Aquarium posiada łącznie 31000 m³.
3. Oceanarium w przeciwieństwie do akwarium w swojej kolekcji-ekspozycji musi posiadać duże ssaki morskie (np. delfin, foka, kaszalot, orka, lew morski)[g].
4. W akwarium organizmy prezentowane są oddzielnie w poszczególnych akwariach-zbiornikach, podczas gdy w oceanarium gatunki są wymieszane w tym samym wielkim akwarium-zbiorniku[10].
5. Akwarium zwykle funkcjonuje jako odrębna instytucja lub obiekt będący częścią ogrodu zoologicznego, natomiast oceanarium może przybierać trzy formy:

- oceanarium w formie tradycyjnego akwarium morskiego (np. Oceanarium w Lizbonie),
- oceanarium w formie specjalnie wydzielonej przybrzeżnej części parku morskiego (np. Marineland na Florydzie),
- oceanarium w formie basenu (np. delfinarium).

W znaczeniu podstawowym natomiast akwarium (jako zbiornik) jest częścią oceanarium (jako instytucji organizującej ekspozycję).

## Akwarium a morski park rozrywki
Współczesne zinstytucjonalizowane akwaria i oceanaria coraz częściej przyjmują formę parków rozrywki oferując – oprócz podstawowej funkcji (jakie pełnią akwaria i oceanaria) polegającej na demonstrowaniu organizmów wodnych – szereg dodatkowych atrakcji na swoich terenie, takich jak zabawy, występy, pikniki, gry drużynowe, baseny kąpielowe. Przykładami morskich parków rozrywki (ang. marine theme parks) są w Europie Dolfinarium Harderwijk w Harderwijk (Holandia), czy w Ameryce SeaWorld San Diego w San Diego (Kalifornia, USA).
Akwaria realizowane są także w formie większych projektów edukacyjno-rozrywkowych, funkcjonują bowiem w ramach parków edukacyjnych. Dobrym przykładem jest tutaj amerykański Discovery World w Milwaukee.

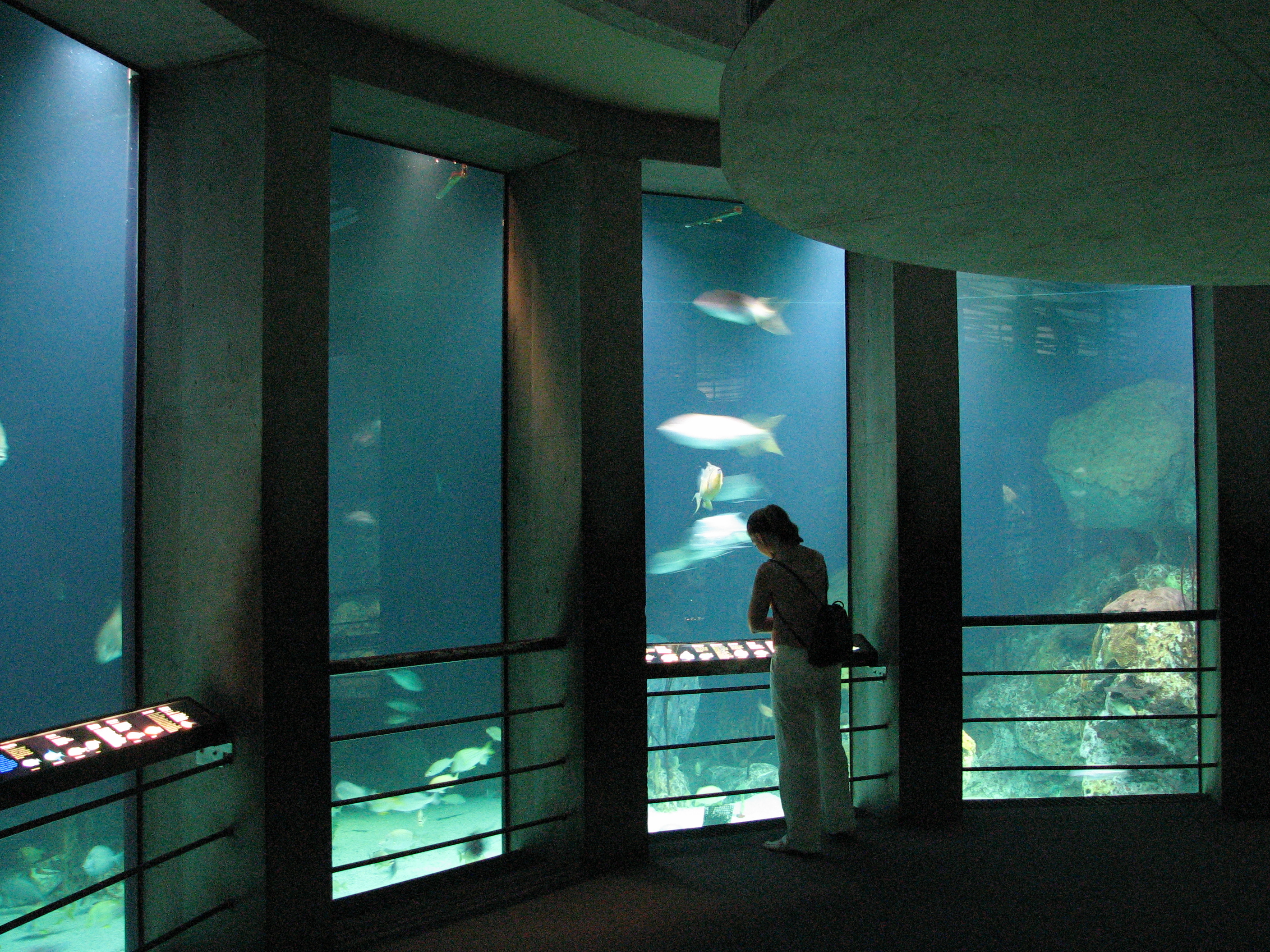
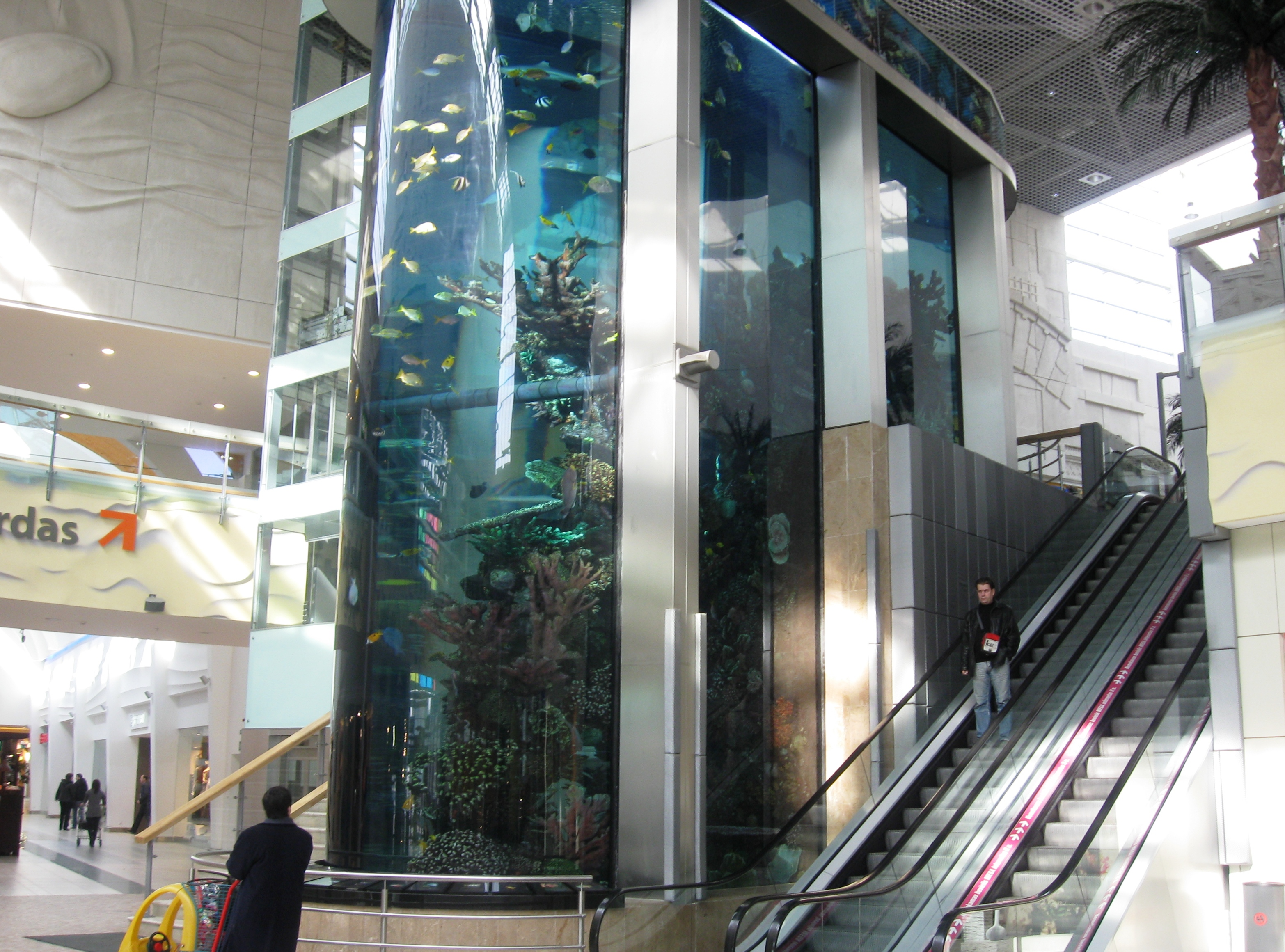
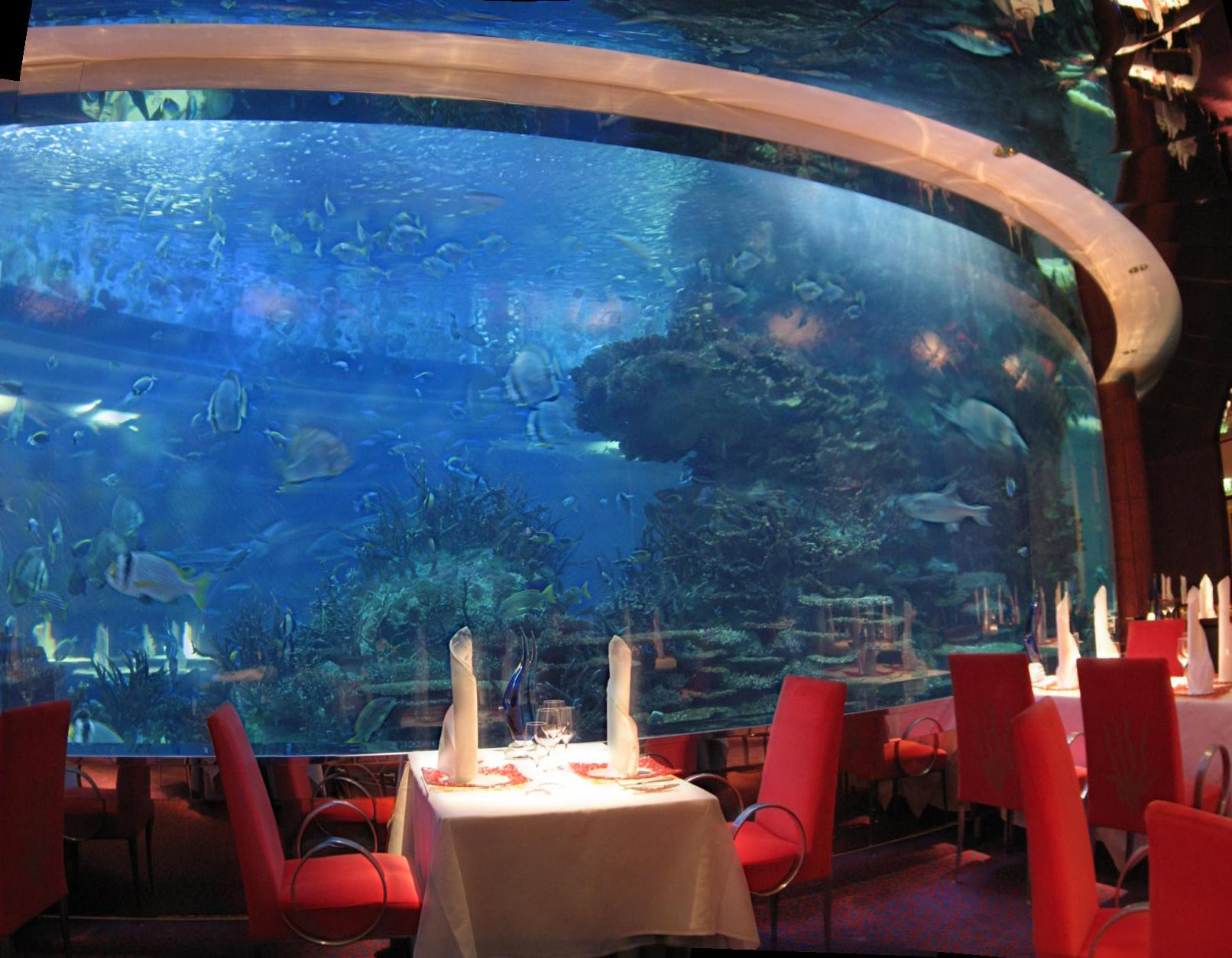